# Horacio Muratore
Horacio Muratore (San Miguel de Tucumán, 29 novembre 1951) è un dirigente sportivo argentino.
Dal 2014 al 2019 è stato il presidente della Federazione Internazionale Pallacanestro.

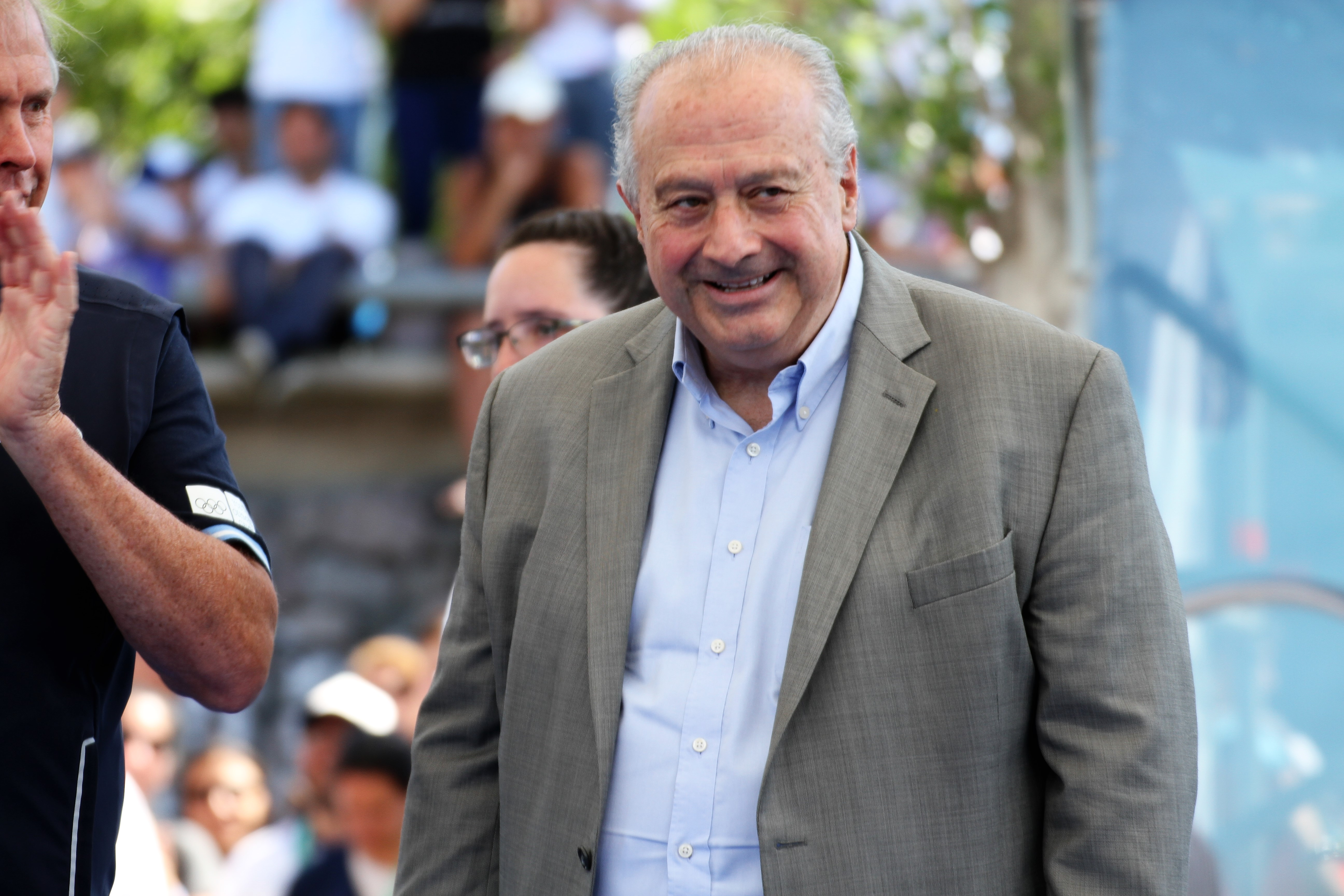
Horacio Muratore.

## Biografia
Per 16 anni, dal 1992 al 2008, è stato presidente della Federazione cestistica dell'Argentina (CABB). Dal 2006 al 2009 è stato eletto vice presidente della FIBA Americas, lasciando l'incarico per assumere quello di vice presidente FIBA nel 2010.
Dal 29 agosto 2014 al 29 agosto 2019 è stato al vertice della Federazione Internazionale Pallacanestro, succedendo ad Yvan Mainini come 12º presidente eletto.